# أليانز ريفييرا
أليانز ريفيرا (بالفرنسية: Allianz Riviera) (المعروف أيضًا باسم ستاد نيس) هو ملعب متعدد الأغراض في نيس، فرنسا، وهو الملعب الرئيسي لنادي نيس، كما يستخدم لمباريات نادي الرغبي تولون. يتسع الملعب لـ36,178 شخصًا وحلّ محل الملعب السابق للمدينة ملعب دو راي. بدأ البناء في عام 2011 وافتتح الملعب عام 2013 كبديل للملعب القديم ملعب دو راي البلدي. بسبب لوائح الرعاية، يُعرف الملعب باسم ستاد نيس في منافسات الاتحاد الأوروبي لكرة القدم والاتحاد الدولي لكرة القدم استضاف الملعب ست مباريات في كأس العالم للسيدات 2019.

## مباريات بطولة أمم أوروبا 2016
كان الملعب أحد ملاعب بطولة أمم أوروبا 2016 واستضاف المباريات التالية:
| التاريخ       | الوقت (توقيت وسط أوروبا) | الفريق الأول | النتيجة | الفريق الثاني    | الجولة      | حضور   |
| ------------- | ------------------------ | ------------ | ------- | ---------------- | ----------- | ------ |
| 12 يونيو 2016 | 18:00                    | بولندا       | 1–0     | أيرلندا الشمالية | المجموعة ج  | 33742  |
| 17 يونيو 2016 | 21:00                    | إسبانيا      | 3–0     | تركيا            | المجموعة د  | 33409  |
| 22 يونيو 2016 | 21:00                    | السويد       | 0-1     | بلجيكا           | المجموعة هـ | 34,011 |
| 27 يونيو 2016 | 21:00                    | إنجلترا      | 1-2     | آيسلندا          | دور الـ 16  | 33901  |

## مباريات كأس العالم للسيدات 2019
كان الملعب أحد الملاعب التي استضافت كأس العالم للسيدات 2019، حيث استضاف أربع مباريات جماعية، وجولة واحدة من 16 مباراة، والمباراة الفاصلة لتحديد المركز الثالث. كانت هذه المباريات التي استضافتها:
| التاريخ       | الوقت (توقيت وسط أوروبا) | الفريق الأول | النتيجة         | الفريق الثاني           | الجولة              | حضور   |
| ------------- | ------------------------ | ------------ | --------------- | ----------------------- | ------------------- | ------ |
| 9 يونيو 2019  | 18:00                    | إنجلترا      | 2-1             | إسكتلندا</img> إسكتلندا | المجموعة د          | 13188  |
| 12 يونيو 2019 | 21:00                    | فرنسا        | 2-1             | النرويج                 | المجموعة أ          | 34872  |
| 16 يونيو 2019 | 15:00                    | السويد       | 5-1             | تايلاند                 | المجموعة F          | 9354   |
| 19 يونيو 2019 | 21:00                    | اليابان      | 0-2             | إنجلترا                 | المجموعة د          | 14,319 |
| 22 يونيو 2019 | 21:00                    | النرويج      | 1–1 (4-1 ركلات) | أستراليا                | دور الـ 16          | 12229  |
| 6 يوليو 2019  | 17:00                    | إنجلترا      | 1-2             | السويد                  | المركز الثالث فاصلة | 20316  |

## كأس العالم للرغبي 2023
كان الملعب أحد ملاعب كأس العالم للرغبي 2023:
| التاريخ        | الفريق الأول | النتيجة | الفريق الثاني               | الجولة     |
| -------------- | ------------ | ------- | --------------------------- | ---------- |
| 16 سبتمبر 2023 | ويلز         | -       | الفائز في التصفيات النهائية | المجموعة ج |
| 17 سبتمبر 2023 | إنجلترا      | -       | اليابان                     | المجموعة د |
| 20 سبتمبر 2023 | إيطاليا      | -       | الأوروغواي                  | المجموعة أ |
| 24 سبتمبر 2023 | إسكتلندا     | -       | تونغا                       | المجموعة ب |

## حفلات
أقيمت العديد من الحفلات الموسيقية في ملعب أليانز ريفييرا، من بينها حفلة المغنية الكندية سيلين ديون التي أقيمت في يوليو 2017 ضمن جولة «سيلين ديون لايف» وحضرها نحو 30,270 شخص، وحفلة المغنية الأمريكية بيونسيه مع زوجها جاي-زي ضمن جولة Run II وحضرها 33,662 شخص.